# برد خيمة (سلطان أباد)
برد خيمة (بالفارسية: بردخیمه) هي منطقة سكنية تقع في إيران في قسم سلطان أباد الريفي. يقدر عدد سكانها بـ 136 نسمة بحسب إحصاء 2016.